# Кіпріанов Андрій Іванович
Андрі́й Іва́нович Кіпріа́нов (нар. 4 (16) липня 1896, Руські Тишки — 29 вересня 1972, Київ) — український радянський хімік, академік АН УРСР (з 1945 року).

## Біографія
Народився 4 (16 липня) 1896 року в селі Руських Тишках на Слобожанщині (тепер Харківського району Харківської області) в сім'ї священика. Закінчив Харківське духовне училище.
У 1919 році закінчив хімічний факультет Харківського університету. У 1934 році йому без захисту присвоєний науковий ступінь кандидата наук. У 1940 році захистив докторську дисертацію на тему «Окраска и строение цианиновых красителей».
З 1942 року — директор об'єднаного інституту хімії АН УРСР у евакуації. З 1944 року очолював кафедру органічної хімії Київського університету. Тривалий час читав курс органічної хімії. 12 лютого 1945 року обраний академіком АН УРСР, став директором інституту органічної хімії АН УРСР. У 1946—1948 роках поєднував роботу на кафедрі з посадою віце-президента АН УРСР.

Могила Андрія Кіпріанова

Помер 29 вересня 1972 року. Похований в Києві на Байковому кладовищі (ділянка № 7; надгробок — граніт, лабрадор; скульптор В. Є. Селібер, архітектор В. К. Лапшов; встановлений у 1974 році).

## Праці
Засновник відомої школи з ціанінових барвників. Автор відомої на терені СРСР монографії «Введение в электронную теорию органических соединений», яка витримала два видання 1965 та 1975 років. Опублікував 234 роботи.

## Відзнаки
Лауреат Сталінської премії (за 1942 рік). «Заслужений діяч науки УРСР» з 1958 року.
Нагороджений орденами Леніна, Трудового Червоного Прапора, «Знак Пошани», медалями.

## Вшанування пам'яті

меморіальна дошка на вул. М. Коцюбинського

1977 року у Києві ім'ям академіка Кіпріанова було названо вулицю в Ленінградському районі.
У 1979 році в Києві, на будинку по вулиці Михайла Коцюбинського, 9, де в 1944—1972 роках жив Андрій Кіпранов, йому відкрито бронзову меморіальну дошку (барельєфний портрет на тлі хімічних формул; скульптор В. Є. Селібер, архітектор А. М. Мілецкий).
У 1981 році меморіальну дошку відкрито на будинку Інституту органічної хімії АН УРСР по вулиці Мурманській, 5, де в 1941—1972 роках працював вчений.